# Gymnophthalmus cryptus
Gymnophthalmus cryptus — вид ящірок родини гімнофтальмових (Gymnophthalmidae). Ендемік Венесуели.

## Поширення і екологія
Gymnophthalmus cryptus мешкають в басейні Ориноко, в штатах Амасонас і Болівар. Вони живуть у вологих рівнинних тропічних лісах, серед опалого листя, трапляються на узліссях та в садах. Зустрічаються на висоті від 50 до 300 м над рівнем моря.